# Eulocastra tapina
Eulocastra tapina är en fjärilsart som beskrevs av Rudolf Püngeler. Eulocastra tapina ingår i släktet Eulocastra och familjen nattflyn. Inga underarter finns listade i Catalogue of Life.